# Краснояр (Нижньогородська область)
Краснояр (рос. Краснояр) — присілок в Воскресенському районі Нижньогородської області Російської Федерації.
Населення становить 32 особи. Входить до складу муніципального утворення Староустинська сільрада.

## Історія
Від 2009 року входить до складу муніципального утворення Староустинська сільрада.

## Населення
| 1999 | 2002 | 2010 |
| ---- | ---- | ---- |
| 61   | ↘43  | ↘32  |